# Publiusz z Aten
Publiusz z Aten, (łac.) Publius – zmarły w II wieku święty katolicki, męczennik, biskup.
Euzebiusz z Cezarei wzmiankuje o męczeńskiej śmierci biskupa Publiusza, która miała prawdopodobnie miejsce między 161 a 170 rokiem. Wspomnienie świętego wprowadził Florus na dzień 21 stycznia.